# Tableau des médailles des Jeux olympiques d'été de 2016
- Au moins une médaille d'or.
- Au moins une médaille d'argent (et pas de médaille d'or)
- Au moins une médaille de bronze (et ni médaille d'or, ni médaille d'argent)
- Aucune médaille remportée.
- Pays n'ayant pas participé aux Jeux Olympiques de 2016.

Au moins une médaille d'or.
Au moins une médaille d'argent (et pas de médaille d'or)
Au moins une médaille de bronze (et ni médaille d'or, ni médaille d'argent)
Aucune médaille remportée.
Pays n'ayant pas participé aux Jeux Olympiques de 2016.
Carte montrant la meilleure médaille obtenue par chaque pays.

Le tableau des médailles des Jeux olympiques d'été de 2016 donne le classement, selon le nombre de médailles gagnées par leurs athlètes, des pays participant aux Jeux olympiques d'été de 2016, qui se tiennent à Rio de Janeiro (Brésil) du 5 août au 21 août 2016.

## Classement
D'après le règlement du Comité international olympique, aucun classement des pays n'est reconnu à titre officiel et le tableau des médailles n'est donné qu'à titre informatif. Les nations sont classées selon le nombre de médailles d'or, puis d'argent, puis de bronze de leurs athlètes. En cas d'égalité, les pays sont classés selon leur code CIO. Dans les sports par équipes, les victoires sont comptabilisées comme une seule médaille..
Le nombre total de médailles en or, argent et bronze est différent car plusieurs médailles du même métal peuvent être remises dans certaines épreuves ou lorsque des athlètes finissent ex æquo :
- deux médailles d'or ont été décernées en natation à l'épreuve du 100 m nage libre dames ; aucune médaille d'argent n'a été distribuée ;
- trois médailles d'argent ont été décernées en natation à l'épreuve du 100 m papillon hommes ; aucune médaille de bronze n'a été distribuée ;
- deux médailles de bronze ont été décernées en natation à l'épreuve du 100 m dos dames ;
- deux médailles de bronze ont été décernées en canoë-Kayak à l'épreuve de course en ligne du K-1 200 m.

En outre, dans les sports de combat boxe (13 disciplines), judo (14 disciplines), lutte (18 disciplines), et taekwondo (8 disciplines) deux médailles de bronze sont remises dans chacune de ces catégories.
Note : Ce tableau reflète un classement évolutif à mesure que progressent les Jeux, sur le site officiel. Tableau mis à jour en novembre 2020, à la suite des sanctions pour dopage.
- Pays organisateur (Brésil)

| Rang  | Nation                           | Or  | Argent | Bronze | Total |
| ----- | -------------------------------- | --- | ------ | ------ | ----- |
| 1     | États-Unis                       | 46  | 37     | 38     | 121   |
| 2     | Grande-Bretagne                  | 27  | 23     | 17     | 67    |
| 3     | Chine                            | 26  | 18     | 26     | 70    |
| 4     | Russie                           | 19  | 17     | 20     | 56    |
| 5     | Allemagne                        | 17  | 10     | 15     | 42    |
| 6     | Japon                            | 12  | 8      | 21     | 41    |
| 7     | France                           | 10  | 18     | 14     | 42    |
| 8     | Corée du Sud                     | 9   | 3      | 9      | 21    |
| 9     | Italie                           | 8   | 12     | 8      | 28    |
| 10    | Australie                        | 8   | 11     | 10     | 29    |
| 11    | Pays-Bas                         | 8   | 7      | 4      | 19    |
| 12    | Hongrie                          | 8   | 3      | 4      | 15    |
| 13    | Brésil                           | 7   | 6      | 6      | 19    |
| 14    | Espagne                          | 7   | 4      | 6      | 17    |
| 15    | Kenya                            | 6   | 6      | 1      | 13    |
| 16    | Jamaïque                         | 6   | 3      | 2      | 11    |
| 17    | Croatie                          | 5   | 3      | 2      | 10    |
| 18    | Cuba                             | 5   | 2      | 4      | 11    |
| 19    | Nouvelle-Zélande                 | 4   | 9      | 5      | 18    |
| 20    | Canada                           | 4   | 3      | 15     | 22    |
| 21    | Ouzbékistan                      | 4   | 2      | 7      | 13    |
| 22    | Colombie                         | 3   | 2      | 3      | 8     |
| 23    | Suisse                           | 3   | 2      | 2      | 7     |
| 24    | Iran                             | 3   | 1      | 4      | 8     |
| 25    | Grèce                            | 3   | 1      | 2      | 6     |
| 26    | Argentine                        | 3   | 1      | 0      | 4     |
| 27    | Danemark                         | 2   | 6      | 7      | 15    |
| 28    | Suède                            | 2   | 6      | 3      | 11    |
| 29    | Afrique du Sud                   | 2   | 6      | 2      | 10    |
| 30    | Kazakhstan                       | 2   | 5      | 10     | 17    |
| 31    | Ukraine                          | 2   | 5      | 4      | 11    |
| 32    | Serbie                           | 2   | 4      | 2      | 8     |
| 33    | Pologne                          | 2   | 3      | 6      | 11    |
| 34    | Corée du Nord                    | 2   | 3      | 2      | 7     |
| 35    | Belgique                         | 2   | 2      | 2      | 6     |
| 35    | Thaïlande                        | 2   | 2      | 2      | 6     |
| 37    | Slovaquie                        | 2   | 2      | 0      | 4     |
| 38    | Géorgie                          | 2   | 1      | 4      | 7     |
| 39    | Azerbaïdjan                      | 1   | 7      | 10     | 18    |
| 40    | Biélorussie                      | 1   | 4      | 4      | 9     |
| 41    | Turquie                          | 1   | 3      | 4      | 8     |
| 42    | Arménie                          | 1   | 3      | 0      | 4     |
| 43    | République tchèque               | 1   | 2      | 7      | 10    |
| 44    | Éthiopie                         | 1   | 2      | 5      | 8     |
| 45    | Slovénie                         | 1   | 2      | 1      | 4     |
| 46    | Indonésie                        | 1   | 2      | 0      | 3     |
| 47    | Roumanie                         | 1   | 1      | 2      | 4     |
| 48    | Bahreïn                          | 1   | 1      | 0      | 2     |
| 48    | Viêt Nam                         | 1   | 1      | 0      | 2     |
| 50    | Taipei chinois                   | 1   | 0      | 2      | 3     |
| 51    | Bahamas                          | 1   | 0      | 1      | 2     |
| 51    | Côte d'Ivoire                    | 1   | 0      | 1      | 2     |
| 51    | Athlètes olympiques indépendants | 1   | 0      | 1      | 2     |
| 54    | Fidji                            | 1   | 0      | 0      | 1     |
| 54    | Jordanie                         | 1   | 0      | 0      | 1     |
| 54    | Kosovo                           | 1   | 0      | 0      | 1     |
| 54    | Porto Rico                       | 1   | 0      | 0      | 1     |
| 54    | Singapour                        | 1   | 0      | 0      | 1     |
| 54    | Tadjikistan                      | 1   | 0      | 0      | 1     |
| 60    | Malaisie                         | 0   | 4      | 1      | 5     |
| 61    | Mexique                          | 0   | 3      | 2      | 5     |
| 62    | Venezuela                        | 0   | 2      | 1      | 3     |
| 63    | Algérie                          | 0   | 2      | 0      | 2     |
| 63    | Irlande                          | 0   | 2      | 0      | 2     |
| 65    | Lituanie                         | 0   | 1      | 3      | 4     |
| 66    | Bulgarie                         | 0   | 1      | 2      | 3     |
| 67    | Inde                             | 0   | 1      | 1      | 2     |
| 67    | Mongolie                         | 0   | 1      | 1      | 2     |
| 69    | Burundi                          | 0   | 1      | 0      | 1     |
| 69    | Grenade                          | 0   | 1      | 0      | 1     |
| 69    | Niger                            | 0   | 1      | 0      | 1     |
| 69    | Philippines                      | 0   | 1      | 0      | 1     |
| 69    | Qatar                            | 0   | 1      | 0      | 1     |
| 74    | Norvège                          | 0   | 0      | 4      | 4     |
| 75    | Égypte                           | 0   | 0      | 3      | 3     |
| 75    | Tunisie                          | 0   | 0      | 3      | 3     |
| 77    | Israel                           | 0   | 0      | 2      | 2     |
| 78    | Autriche                         | 0   | 0      | 1      | 1     |
| 78    | République dominicaine           | 0   | 0      | 1      | 1     |
| 78    | Estonie                          | 0   | 0      | 1      | 1     |
| 78    | Finlande                         | 0   | 0      | 1      | 1     |
| 78    | Maroc                            | 0   | 0      | 1      | 1     |
| 78    | Nigeria                          | 0   | 0      | 1      | 1     |
| 78    | Portugal                         | 0   | 0      | 1      | 1     |
| 78    | Trinité-et-Tobago                | 0   | 0      | 1      | 1     |
| 78    | Émirats arabes unis              | 0   | 0      | 1      | 1     |
| Total | Total                            | 307 | 307    | 359    | 973   |